# Tardenoisienkulturen
Tardenoisienkulturen är en mesolitisk spånkultur med huvudutbredning i norra Frankrike, Belgien och Centraleuropa. Tardenoisien dateras till ca 9000 - 6.000 f.Kr. och slutar i neolitikum med de första bönderna. De sena boplatserna är neolitiska och har domesticerade djur bland annat får. 

## Beskrivning
Medan Azilienkulturen mest bodde i grottor eller under klipputsprång och ofta har boplatserna hittats i en stratigrafi med paleolitiska kulturer medan Tardenoisien har hittats på öppna platser. Typboplatsen är  Fère-en-Tardenois, (Aisne) i nordöstra Frankrike upptäckt av Émile Taté 1885. Tardenoisienkulturen är nära  besläktad med och följer strax efter Azilienkulturen. Karakteristkt för Tardenoisien är förekomsten av mikroliter. Kulturen är nästan allmäneuropeisk men finns inte i Skandinavien, norra Ryssland, Balkan och Italien. Kulturen föredrog sandiga jordar med gles skog. I äldre tid hade man en annan syn på kulturen vilket framgår i artikeln Culture groups of the Tardenoisian in central Europe  av  Lothar F. Zotz i American Anthropologist 1934. Den vida tolkningen med kulturen omfattande största delen av Europa har man övergivet idag.  Kulturen är mikrolitisk där mikroliterna har geometriiska former, som  trianglar, halvmånar, trapetser och tvärpilar och små ryggade spån och spetsade som alla är mycket små och fästade i en skåra.
Mikroliterna har limmats på smala benspetsar för att skapa harpunspetsar med skarpa tänder istället för hullingar. Utmärkande för kulturen är avsaknaden av yxor och att inga målade stenar som i Azilienkulturen. Begravningar i grottor inom Tardenoisienkulturen innehåller hela skelett med mikroflinter och benredskap. Vissa skelett är täckta med hornkronor. På boplatser vid Atlantkusten finner man kökkenmöddingar och eldstäder. Gravar med gravgåvor i form av flintredskap (trapetsformade mikroliter, små skivredskap och olika spånredskap) och benredskap, smycken av mussel- och snigelskal är vanligt.

## Kulturens utveckling
Ursprunget till kulturen utveckling hittas i en annan mikrolitisk industri känd som Sauveterrienkulturen. Tardenoisien anknöts till övre paleolitikum indirekt genom Sauveterrienkulturen. som sluter tidsgapet mellan yngre paleolitikum och Tardenoisien. Genom L. Coulonges arbete vid Sauveterre-La-Lémance på boplatserna Le Martinet and Roc Allan  så identifierades Sauveterrien, kulturen som föregår Tardenoisien. Denna föregångare karaktäriseras med trianglar som vapenspetsar i redskapen. Samtidigt delades  Tardenoisien i tre olika faser. Typologiska studier inriktades sedan på mycket små mikrolitiska spetsar som föregick en fas II med trapetsformade lite större spetsar. som öppnade för en skillnad mellan  Sauveterrien och Tardenoisien. Uppdelningen av Tardenoisien följde Octobons åsikt om utvecklingen. Tardenoisiens technokomplex börjar med trapetsrektanglar i Tardenoisien I, utvecklar sedan  trapetser enligt Martinet som utmärks av en överdriven delning av trapetsen i sin vänstra del som blir en nagg i basen, typiskt för Tardenoisian II till den slutliga neolitiska kulturen Tardenoisian III. Allt baseras på typologiska studier av spetsarna.. Tardenoisienkulturen delas alltså i tre olika stadier. Fas I kallas också lägre Tardenoisien, Fas II kallas typisk Tardenoisien och fase III eller sista Tardenoisien. En hel sekvens av utvecklingen har hittats vid boplatsen Le Roc Allan i Frankrike. Tardenoisienkulturen hittades också vid Le Roc Martinet vid Sauveterre-la-Lemance i Frankrike stratigrafiskt över en Sauveterrien boplats. C-14 dateringar  har hittills gett låg ålder för kulturen.